# Lansdown Guilding
Le révérend Lansdown Guilding est un naturaliste britannique, né en 1797 et mort en 1831.
Il étudie à Oxford avant de revenir dans son île natale, Saint-Vincent. Il consacre son temps libre à l’étude de l’histoire naturelle, notamment des crustacés, des mollusques et des échinodermes. Il publiera aussi un article sur les hyménoptères et les coléoptères en 1825.

## Note
1. ↑  Certaines sources donnent Lansdowne

## Source
- (en) BEMON